# Vilmarie Mojica
Vilmarie Mojica (ur. 13 sierpnia 1985 r. w Toa Baja). Siatkarka gra na pozycji rozgrywającej. Od 2015 roku występuje w Valencianas de Juncos.

## Sukcesy klubowe
Mistrzostwo Portoryko:
- 2008, 2010, 2014
- 2006, 2009, 2017
- 2015

## Sukcesy reprezentacyjne
Puchar Panamerykański:
- 2016
- 2009, 2014

Mistrzostwa Ameryki Północnej:
- 2009
- 2015

## Nagrody indywidualne
- 2007 - Najlepsza rozgrywająca Mistrzostw Ameryki Północnej
- 2009 - Najlepsza rozgrywająca Pucharu Panamerykańskiego
- 2009 - Najlepsza rozgrywająca Mistrzostw Ameryki Północnej